# Zeitgeist (álbum)
| Críticas profissionais | Críticas profissionais |
| Avaliações da crítica  | Avaliações da crítica  |
| Fonte                  | Avaliação              |
| ---------------------- | ---------------------- |
| Allmusic               | [ 1 ]                  |
| Blitz                  | [ 2 ]                  |
| Rolling Stone          | [ 3 ]                  |

Zeitgeist é o sétimo álbum de estúdio da banda de rock alternativo norte-americana The Smashing Pumpkins, lançado em 6 de julho de 2007 em alguns países e em 10 de julho de 2007 nos Estados Unidos da América e no Canadá. 
É o primeiro álbum lançado pelo The Smashing Pumpkins desde o recomeço da banda em 2006. O álbum foi gravado inteiramente apenas pelo vocalista e guitarrista Billy Corgan e pelo baterista Jimmy Chamberlin.

## Faixas
1. "Doomsday Clock" – 3:44
2. "7 Shades of Black" – 3:17
3. "Bleeding the Orchid" – 4:03
4. "That's the Way (My Love Is)" – 3:48
5. "Tarantula" – 3:51
6. "Starz" – 3:43
7. "United States" – 9:53
8. "Neverlost" – 4:20
9. "Bring the Light" – 3:40
10. "(Come On) Let's Go!" – 3:19
11. "For God and Country" – 4:24
12. "Pomp and Circumstances" – 4:21

### Faixas bônus
1. "Death from Above" – 4:06
2. "Stellar" – 6:22
3. "Zeitgeist" – 2:49

### Relançamento da Best Buy
1. "Death from Above" – 4:06
2. "Neverlost" – 4:20
3. "Stellar" – 6:22
4. "Ma Belle" – 4:08
5. "For God and Country" – 4:24
6. "Pomp and Circumstances" – 4:21